# Památné lípy v Řestokách
Na hřbitově u kostela Svatého Václava v obci Řestoky rostou čtyři památné lípy malolisté o obvodu kmenů okolo 4 m a odhadovaném stáří více než 150 let.